# Portrait de Margarethe Stonborough-Wittgenstein
Le Portrait de Margarethe Stonborough Wittgenstein est une peinture à l'huile sur toile (180 × 90,5 cm) commandée par le magnat autrichien Karl Wittgenstein à Gustav Klimt en 1905, à l'occasion du mariage de sa fille Margarethe. Il est conservé à la Neue Pinakothek à Munich. 

## Histoire
Margarethe Wittgenstein était la cinquième des huit enfants de Karl Wittgenstein et Léopoldine Kalmus. La famille à laquelle elle appartenait était, grâce à la fortune accumulée par son père dans le secteur de la métallurgie et de la sidérurgie, parmi les plus riches de tout l'empire austro-hongrois. Grâce à leur énorme patrimoine, les Wittgenstein pratiquaient une activité continue de mécénat en faveur des musiciens et des peintres; Par exemple, Karl Wittgenstein avait financé la construction du Palais de la Sécession à Vienne et la réalisation du panneau Philosophie de Gustav Klimt. 
Le 7 janvier 1905, Margarethe épouse l’industriel new-yorkais Jerome Stonborough (c’est à cause de ce mariage que son nom est souvent écrit en orthographe anglaise Margaret au lieu de l’orthographe allemande "Margarethe"). À cette occasion, juste avant le mariage, Klimt a peint le célèbre portrait sur commande du père de la mariée. 
Le tableau, cependant, ne plaisait pas à la dame, et a été relégué dans un grenier,. En 1960, après la mort de Margarethe Stonborough-Wittgenstein, il fut acheté par la Neue Pinakothek à Munich, où il est exposé.

## Description et style
Le portrait est une huile sur toile de 180 × 90,5 cm. Le sujet, peint debout, de trois quarts, dans une « pose formelle »  porte une robe blanche de velours irisé et une étole, également blanche, sur laquelle sont brodées des fleurs.  
Au fond, des éléments architecturaux à prédominance de gris, typiques chez Klimt, font de la toile un compromis entre naturalisme et décorativisme géométrique. 
Ce tableau est considéré comme l'un des "plus remarquables et des plus concentrés" de Klimt , malgré la faible appréciation qu'en avait Margarethe Stonborough-Wittgenstein elle-même. 